# در زمین
در زمین (انگلیسی: In the Earth) یک فیلم ترسناک بریتانیایی-آمریکایی به نویسندگی و کارگردانی بن ویتلی که در سال ۲۰۲۱ منتشر شد.

## داستان
داستان فیلم حول شیوع یک ویروس خطرناک در دنیا می‌گردد. در حالی که تمام جهان به دنبال راهی برای درمان این بیماری فاجعه بار می‌گردند، یک دانشمند به همراه یک پیشاهنگ برای گشت و گذار روزانه به اعماق جنگل می‌رود اما با چیزی رو به رو می‌شود که فراتر از حد تصورش است و…

## تولید
در سپتامبر ۲۰۲۰ بن ویتلی اعلام کرد که یک فیلم ترسناک را طی ۱۵ روز در ماه اوت نوشته و کارگردانی کرده است.